# Gastrochilus alatus
Gastrochilus alatus är en orkidéart som beskrevs av Xiao Hua Jin och Sing Chi Chen. Gastrochilus alatus ingår i släktet Gastrochilus och familjen orkidéer. Inga underarter finns listade i Catalogue of Life.